# Gerasimos I. (Konstantinopel)
Gerasimos  (* 13. Jahrhundert; † 19. April 1321) war Patriarch von Konstantinopel (1320–1321).

## Leben
Gerasimos kam aus Philadelphia in Lydien. Er wurde Hegumen (Abt) des St.-Georgs-Klosters im kaiserlichen Mangana-Palast in Konstantinopel.
Am 21. März 1320 wurde er zum Patriarchen von Konstantinopel geweiht. Am 19. April 1321 starb er.